# کانال کیل

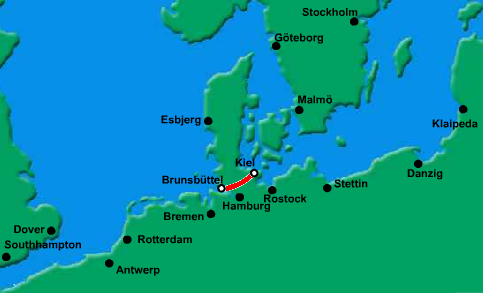
نقشه مسیر کانال کیل.

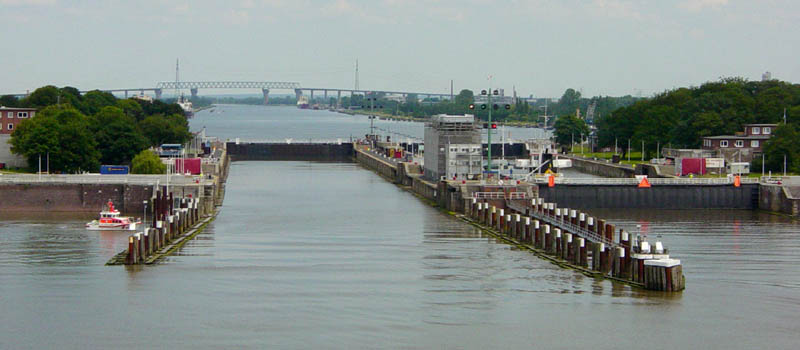
آب‌بندهای برونزبوتل که کانال کیل را به رود البه و از آن راه به دریای شمال متصل می‌کند.

کانال کیل (به آلمانی: Kiel Kanal) کانالی ۹۸ کیلومتری در ایالت اشلسویگ-هولشتاین آلمان است که دریای شمال را به دریای بالتیک وصل می‌کند و از شلوغ‌ترین آبراهه‌های جهان است.
با رشد اقتصادی کشورهای حوزه دریای بالتیک و روسیه رفت‌وآمد کشتی‌ها در کانال کیل از ۴۸ میلیون تن در سال ۱۹۹۶ به ۸۸ میلیون تن در سال ۲۰۰۵ افزایش یافت.
این کانال که در آلمانی کانال دریاهای شمال-شرق (Nord-Ostsee-Kanal) یا به اختصار NOK نیز نامیده می‌شود دریای شمال را در برونزبوتل به دریای بالتیک در کیل-هولتناو متصل می‌سازد. به جای عبور از پیرامون شبه جزیره یولاند، با استفاده از کانال کیل می‌شود به‌طور متوسط ۲۵۰ مایل دریایی (۴۶۰ کیلومتر) راه سفر را کوتاه‌تر کرد.
این امر نه تنها موجب صرفه‌جویی در زمان می‌شود بلکه از سفر طولانی در آب‌های بالقوه توفان‌خیز جلوگیری می‌کند. به نوشته وبگاه این کانال، این گذرگاه آبی شلوغ‌ترین آبراه‌های مصنوعی در جهان است، و در سال ۲۰۰۷ بیش از ۴۳ هزار فروند شناور از آن گذر کرده‌اند.
به جز اتصال به دو دریا، کانال کیل در اولدن‌بوتل به رودخانه قابل کشتیرانی آیدر نیز متصل است. کانال کوتاهی به نام گیزلاو این رود را به کانال کیل پیوند می‌دهد.
از دیدنی‌های مسیر این کانال، پل معلق راه‌آهن رندسبورگ است.

## پیشینه
ساخت این آب‌راه در سال ۱۸۸۷ آغاز شد و در سال ۱۸۹۵ ویلهلم دوم، قیصر آلمان، آن را افتتاح کرد.
احداث این آب‌راه مسیر دریایی بین سواحل دریای بالتیک و دریای شمال آلمان را از حدود ۱۲۰۰ کیلومتر به تنها ۱۰۰ کیلومتر کاهش داد. پیش از آن آلمان وادار به تقسیم ناوگان دریایی خود بین این دو دریا بود اما زان پس می‌توانست توان توان دریایی خود را در ظرف مدت زمانی کوتاهی در یکی از آنها گرد آورد. بدین شکل توان نیروی دریایی امپراتوری آلمان به شکل مؤثری اساساً دو برابر شد.
این کانال از آن زمان تاکنون چندین بار تعریض شده‌است. این آبراه تا سال ۱۹۴۸ نام پدر ویلهلم دوم یعنی ویلهلم یکم را بر خود داشت.